# C&S学院
C&S学院（シーアンドエスがくいん）は、福岡県福岡市中央区にある高等専修学校。2001年開校。専門分野を学びながら高校卒業資格が取得できる「高校コース」と専門分野だけを学ぶ「専攻コース」からなる。

## 概要
高校コースはクラーク記念国際高等学校と連携をとっており、中学校卒業以上の者を対象に、専門レッスンを受けつつ高等学校の卒業資格が得られる。
ヴォーカル・ソングライティング・バンド（ギター・ベース・ドラム）・ダンス・声優・イラスト・映像制作・グラフィックデザインなど様々な分野を学ぶことができる。
■ 全日制スタイル（週5日登校）
週5日通いながら、専門分野を深く学べるカリキュラムです。
■ 通信制スタイル（週1〜3日登校）
登校日数を週1〜3日から選べて、自分のペースで学べるコースです。
バーチャル校舎、オンラインを活用しながら、無理なく高卒資格と専門スキルの習得、この両立を目指せます。
代表する卒業生としては、月９ドラマ「いつかこの恋を思い出してきっと泣いてしまう」の主題歌「明日への手紙」などで有名な手嶌葵や、「いま、太陽に向かって咲く花」で2017年ユニバーサルミュージックより再起デビューを果たし、2017年（第59回）日本レコード大賞「新人賞」を受賞したNOBUなどがいる。
ヤマハ主催の大会（ミュージックレボリューション）に過去5回九州地区代表として全国大会に出場、CBSソニーの全国大会ではファイナリスト8組の中に2組が入り、また約全国2,200名のエントリーから始まったソロ・ヴォーカリスト・コンテスト「Sing!Sing!Sing!2ndシーズン」のファイナリスト５名の中に在校生が入るなど実績を積み重ねている。

## 沿革
- 2001年4月 - C&S音楽学院として開校（学院長:毛利直之、所在地:福岡市早良区荒江3-11-35）。当初は無認可のいわゆるサポート校であり、運営法人はC&S音楽学院株式会社[注釈 1]であった。
- 2007年10月 - 早良区荒江2-17-1に校舎移転。[5]
- 2011年3月 - 技能教育施設指定。[6]
- 2019年12月 - 高齢者福祉事業などを営む悠愛グループの傘下となる。[7]
- 2020年6月 - 現在地に校舎移転。[8]
- 2021年4月 - 新設の学校法人悠愛学園に移管され、高等専修学校C&S学院に改組改称（学校長:松本雅昭）。[7]
- 2023年3月1日 - 文化・教養高等課程音楽・クリエイティブ学科が文部科学大臣指定専修学校高等課程となる。これにより当学科を修了した者には大学入学資格を得られることとなった[9]。

## 所在地・アクセス
- 福岡県福岡市中央区大手門2丁目9-24
  - 地下鉄空港線、赤坂駅から徒歩8分

## 著名な卒業生
- 手嶌葵 - 歌手（2005年度　高校コース卒業）
- NOBU - 歌手（2006年度　高校コース卒業）
- Mikako(FAKY) - 歌手（2012年度　高校コース卒業)